# DXN
DXN Marketing Sdn. Bhd. este o companie din Malaysia cu sediu central în  Kedah Darul Aman, care se ocupă cu cultivarea și comercializarea produselor cu conținut de Ganoderma. Compania a fost fondată în anul 1993 de  Dato' Dr. lim Siow Jin, care a absolvit Institute of Technology din India. DXN este cea mai mare companie producătoare de cafea cu ganoderma din lume.
Produsele companiei sunt consumate de mai mult de 5 milioane de clienți fideli în mai mult de 100 de țări din lume. DXN este prescurtarea termenului DEXIN, care provine din limba chineză și care se poate referi la: flexibilitate, onestitate și virtute. Sloganul companiei este: „O lume – O piață”.

## Istoric DXN
- Fondat în 1993. Fondator Dr. Lim Siow Jin
- 1995 - s-a finalizat centrul DXN, în valoare de mai multe milioane ringgit
- 1996 - DXN pătrunde pe piața internațională. Deschiderea pieței în  Mauritius și Singapore
- 1997 - plantația de ganoderma DXN a primit atestatul GMP (Good Manufacturing Product). Deschide piața în Hong Kong, Brunei, Indonezia
- 1998 - deschiderea pieței în Thailanda
- 1999 - prima companie de Network Marketing din Malaysia care primește atestatul TGA⁠(en)[traduceți] (Înregistrarea Produselor Terapeutice)  de la Ministerul Sănătății din Australia. Ca prima fabrică de produse cu ganoderma obține atestatul ISO 9002. Deschide piața din Filipine
- 2000 - prima plantație de ganoderma din Malaysia, care obține atestatul ISO 14001. DCN Network Snd.Bhd. se afiliază cu DXN. Deschiderea piețelor dinn Australia, Noua Zeelanda, India, Laos
- 2001 - construirea unei noi fabrici. 2 milioane de clienți fideli, volumul de vânzări depășește 60 de milioane ringgit pe lună. Deschidera pieței în Cipru, Africa de Sud, Taiwan, Germania, Elveția, Dubai, Bangladesh, Sri Lanka, Nepal
- 2003 - deschidera pieței în Mexic, Canada. Introducerea cu succes a DXN Holdings Bhd. la bursa din Malaysia. Cumpărarea societății Comfort Tours Sdn. Bhd.
- 2004 - extinderea activității de producție în China. Fondarea Daxen Biotechnology Pte.Ltd. Obținerea dreptului de proprietate în procent de 100% în societățile Reach Star Enterprise Sdn.Bhd. și Reach Star Cash Carry Sdn.Bhd.
- 2009 - deschiderea pieței europene: Ungaria, Cehia, Slovacia, Austria, România
- 2010 - deschiderea pieței în Polonia, Serbia, Germania, Peru
- 2011 - deschiderea pieței în Grecia, Rusia
- 2012 - deschiderea pieței în Bulgaria, Ucraina
- 2013 - deschiderea pieței în Italia
- 2014 - deschiderea pieței în Statele Unite ale Americii

## Compania DXN
Datele DXN International:
- Cifra de afaceri anuală: aproximativ 420 milioane dolari
- Numărul partenerilor și al clienților fideli: mai mult de 5 milioane
- Numărul de angajați: 1150 de persoane
- Prezență: în 157 de țări

## DXN în România
Compania DXN Malaysia a intrat pe piața Europei prin Ungaria în anul 2009. DXN România este filiala companiei DXN Europe SRL, care este condusă de domnii Kócsó László și Böczkös István. Sediul central DXN România este în Miercurea-Ciuc, strada Petöfi Sandor nr. 33.
Piața Europei (țările în care nu a intrat încă DXN) este coordonată acum din Slovacia de DXN. Logistica Ungariei și României este coordonată de DXN Europe SRL. În România se găsesc următoarele produse DXN: Lingzhi Black Coffee, Lingzhi Coffee 3 in 1, DXN Cream Coffee, Zhi Mocha, Maca Vita Café, Maca EuCafé, Zhi Cafe Classic, DXN White Coffee Zhino, Cocozhi, Nutrizhi, Ceai Reishi Gano, Ceai Spica, Spirulina Cereal, Morinzhi, Zhi Mint Plus, Zhi Ca Plus, Capsula Reishi Gano (RG) 360, Capsula Reishi Gano (RG) 90, Capsula Reishi Gano (RG) 30, Capsula Ganocelium (GL) 360, Capsula Ganocelium (GL) 90, Capsula Ganocelium (GL) 30, Capsula Cordyceps, Praf Reishi Gano (RG), Praf Ganocelium (GL), Praf Reishi Mushroom, Tableta Spirulina 500, Tableta Spirulina 120, Tableta DXN Lion`s Mane, DXN MycoVeggie EU, Cordypine (700ml), Pastă de dinți Ganozhi, Șampon Ganozhi, Gel de duș Ganozhi, Săpun Ganozhi, DXN Toiletries Travel Kit, Gano Massage Oil, Ganozhi E Deep Cleansing Cream, Ganozhi E Hydrasoft Toner, Ganozhi E Nourishing Night Cream, Ganozhi E UV Defense Day Cream, Aloe V Cleansing Gel, Aloe V Hydrating Toner, Aloe V Aqua Gel, Aloe V Nutricare Cream, Aloe V Hand & Body Lotion.

## Recunoașteri
1999
- Obținerea atestatul ISO 9002.
- Recunoaștere pentru procesul de fabricație adecvată, sistematică și bine documentată în industria farmaceutică.
- Ca prima companie de Network Marketing din Malaysia primește atestatul TGA de la Ministerul Sănătății din Australia.

2000
- Obținerea atestatul ISO 14001.
- Recunoaștere DXN Pharmaceutical pentru managementul de producție eficientă, având în vedere protecția mediului.

2004
- Cea mai bună companie de Multi Level Marketing (MLM) pe Insulele Filipine în categoria ,,Sănătate,,
- Cea mai bună companie inovatoare de marketing a anului.

2005
- Al doilea Direct Sales Super Excellence Master Award.

2006
- DXN a câștigat recunoașterea Super excelență de Marcă & Design în Asia de Est.
- A obținit Sincere International Business în Asia de Est- Premiul Keris 2006.

2007
- Ministerul Agriculturii a acreditat plantația DXN Lingzhi în cadrul Proiectul Bio din Malaysia, ceea ce înseamnă că corespunde standardelor MS 1529:2001 și cerințelor Atestatului Plantațiilor Bio.
- DXN a câștigat premiul de Tehnologie Internațională și de Calitate pentru excelență în afaceri.
- Obține statutul decompanie ADXN MSC (Multimedia Super Corridor).

2008
- Cel mai excelent participant la primul  Direct Selling Festival în Dubai.
- Premiul pentru Medicina Tradițională din Indonezia.

2009
- DXN ocupă locul 40 în clasamentul mondial al companiilor de vânzări directe.
- Premiul Direct Selling din Dubai pentru conducerea excelentă.

2010
- Certifictul  Halal indică faptul că fabricarea produselor este în conformitate cu standardele  comunității musulmane.
- Spirulina DXN a obținut premiul Cea Mai Bună Marcă a Anului, ca cel mai bun supliment  în Pakistan.

2011
- Cea mai de succes companie de Network Marketing în Emiratele Arabe.
- DXN ocupă locul 28. în clasamentul mondial al companiilor de vânzări directe.
- Certificatul HACCP pentru îndeplinirea condițiilor sistemului HACCP.

2012
- Obține Titlul de excelență în Industrie acordat de Ministerul Sănătății Malaysian și de Institutul Național de Farmaceutică.
- Devine membru DSAM Malaysia.
- A primit Diploma De Acreditare ISO / IEC 17025 pentru conformitate tehnică, pentru aplicațiile în domeniul operațional și pentru managementul operării sistemului.
- Premiul Tathagat International Excellence Award 2012 pentru Dato dr Lim Siow Jin, fondatorul DXN.
- Premiul CTFA( Cosmetics, Toiletry and Fragrance Association ) Malaysia.
- Certificatul GMP pentru tehnologia de fabricație.

2013
- DXN Pharmaceutical a câștigat premiul oferit de Oficiul Farmaceutic Național a Ministerului Sănătății din Malaysia pe anul 2012.

## Produse cu ganoderma DXN
Produse cu ganoderma DXN

## Legături externe
- Regulament de distribuție DXN Arhivat în 9 noiembrie 2016, la Wayback Machine.
- Planul de marketing DXN[nefuncțională – arhivă]
- Catalog DXN Arhivat în 3 februarie 2015, la Wayback Machine.
- Produse fără gluten și lactoză Arhivat în 3 februarie 2015, la Wayback Machine.